# Władimir Bienieszewicz
Władimir Nikołajewicz Bienieszewicz (ur. 28 lipca?/9 sierpnia 1874 w Drui, zm. 27 stycznia 1938 w Leningradzie) – rosyjski historyk prawa cerkiewnego, archeolog, bizantynolog, członek korespondent nauk historycznych i filologicznych Akademii Nauk Strasburga, Monachium, Berlina i Petersburga.

## Życiorys
Pochodził z rodziny białoruskiej. Jego ojciec był komornikiem przy sądzie rejonowym, a jego dziadek kapłanem prawosławnym. Był absolwentem prawa Uniwersytetu Petersburskiego (1897). Studia uzupełniał na Uniwersytecie w Heidelbergu, na Uniwersytecie w Lipsku i na Uniwersytecie Humboldtów w Berlinie. Po powrocie do Rosji ożenił się z Ludmiłą (Amatą) Zielińską (1888–1967), najstarszą córką Tadeusza Zielińskiego, filologa klasycznego (późniejszą profesor Uniwersytetu Warszawskiego). Miał z nią trzech synów: Nikitę (1910–1918) oraz bliźniaków: Dmitrija (1911–1937) i Gieorgija (1911–1937). 
W latach 1900–1905 pracował w Europie i na Bliskim Wschodzie, badając źródła słowiańskie i bizantyńskie. Brał też udział w wyprawach archeologicznych na górę Athos, do Synaju, Egiptu, Grecji, Azji Mniejszej i Palestyny. Głównym celem jego działalności badawczej była historia prawa grecko-rzymskiego. W 1905 został prywatnym docentem historii bizantyńskiej na Uniwersytecie Petersburskim. W 1909 został profesorem nadzwyczajnym, a wkrótce potem profesorem zwyczajnym historii Bizancjum. Oprócz wykładów z paleografii i historii prawa kanonicznego na Wydziale Prawa Uniwersytetu Petersburskiego wykładał też m.in. w petersburskiej Akademii Teologicznej (1906–1909) oraz w Akademii Wojskowej Akademii Prawa (1909–1912). W latach 1917–1918 pełnił funkcję sekretarza Rady Rosyjskiego Kościoła Prawosławnego. W latach 1919–1926 pracował w różnych archiwach i bibliotekach kościelnych. Wielokrotnie aresztowany i zsyłany na Sybir przez stalinowską administrację. Po raz pierwszy oskarżony w 1922 roku i skazany na więzienie. Ponownie został uwięziony w 1924 roku w związku ze sprawą metropolity Beniamina. W 1924 roku oswobodzony wskutek wstawiennictwa prezydenta Polski, został wysłany samolotem do Warszawy. Powrócił do ZSRR i został mianowany sekretarzem komisji bizantynologicznej ZSRR. W 1927 roku 
udał się na 3 miesiące do Niemiec. W listopadzie 1928 roku został aresztowany za szpiegostwo na rzecz Watykanu, Niemiec i Polski. Został skazany na trzy lata więzienia i wysłany do obozu Wyspy Sołowieckie. Powrócił do Leningradu w 1930 roku. został ponownie oskarżony wraz z żoną i bratem pod zarzutem działalności wywrotowej. W sierpniu 1931 roku został skazany na pięć lat więzienia. Zniszczono wtedy dużą część jego rękopisów. W marcu 1933 został przedwcześnie wypuszczony na wolność (poręczył za nim Władimir Boncz-Brujewicz). Pracował jako archiwista rękopisów greckich w bibliotekach publicznych oraz wykładał historię Bizancjum na Uniwersytecie Leningradzkim.
27 listopada 1937 został aresztowany pod zarzutem szpiegostwa na rzecz Niemiec. Wraz z nim aresztowano jego dwóch synów i brata (w 1937 roku zostali rozstrzelani). 17 stycznia 1938 roku został rozstrzelany w Leningradzie. Został zrehabilitowany w 1958 roku. 
Był członkiem Bawarskiej Akademii Nauk od 1914 roku, Rosyjskiej Akademii Nauk od 1924 roku i Pruskiej Akademii Nauk i Akademii Nauk w Strasburgu od 1929 roku.

## Wybrane publikacje
- Два списка славянского перевода синтагмы Матфея Властаря, хранящиеся в СПб-кой синодальной библиотеке: Описание их и тексты неизд, ст. Saint Petersburg, 1902.
- Канонический сборник XIV титулов со второй четверти VII в. до 883 г. К древнейшей истории источников права греко-восточной церкви, Saint Petersburg, 1905.
- Древнеславянская кормчая XIV титулов без толкования. СПб, t. 1-2, Sofia 1907–1987.
- Армянский пролог о св. Борисе и Глебе, Saint Petersburg, 1909.
- Ответы Петра Хартофилакса, Saint Petersburg 1909.
- Описание греческих рукописей монастыря св. Екатерины на Синае, t. 1-3, Saint Petersburg 1911—1917.
- Синагога в 50 титулов и другие юридические сборники Иоанна Схоластика. К древнейшей истории источников права греко-восточной церкви, Saint Petersburg 1914.
- Сборник памятников по истории церковного права, преимущественно русской церкви до эпохи Петра Великого,, Saint Petersburg 1915.
- (współautor: Ф. И. Успенским) Вазелонские акты. Материалы для истории крестьянского и монастырского землевладения в Византии VIII—XV веков. Л. 1927.
- Corpus scriptorum juris graeco-romani tam canonici quam civilis, Sofia 1935.